# Francis Courchinoux
Francis Courchinoux (auch: Francis Corchinós; * 13. September 1859 in Saint-Mamet-la-Salvetat; † 19. Oktober 1902 in Aurillac) war ein französischer römisch-katholischer Geistlicher und Dichter okzitanischer Sprache.

## Leben und Werk
Francis Courchinoux wurde 1885 zum Priester geweiht und war Geschichtslehrer am Priesterseminar Saint-Flour. Er gründete 1892 die Wochenzeitung La Croix du Cantal (als Supplement zu La Croix de Paris).
Courchinoux veröffentlichte 1884 den ersten okzitanischen Gedichtband von Rang der Auvergne im 19. Jahrhundert und gründete 1894 zusammen mit Arsène Vermenouze die Feliber-Schule École Auvergnate. Sein früher Tod mit 43 Jahren war für deren Entwicklung nachteilig.
In Saint-Mamet-la-Salvetat ist eine Straße nach ihm benannt.

## Werke (Auswahl)
- Lo pousco d’or, pitchiouno guèrbo dé pouésiotos en diolèyté dél contaou. H. Gentet, Aurillac 1884. (Vorwort von Achille Ferary)
- Les Miettes. Poésies de jeunesse. Aurillac 1886.
- Impressions de Rome. En pèlerinage. Aurillac 1899.